# Chaetocneme tenuis
Chaetocneme tenuis is een vlinder uit de familie van de dikkopjes (Hesperiidae). De wetenschappelijke naam van de soort is voor het eerst geldig gepubliceerd in 1924 door Van Eecke.